# Пауль Зігманн
Пауль Зігманн (нім. Paul Siegmann; 24 травня 1913, Гамбург — 29 червня 1986) — німецький офіцер-підводник, капітан-лейтенант крігсмаріне. Кавалер Німецького хреста в золоті.

## Біографія
5 квітня 1935 року вступив на флот. З листопада 1940 року — 1-й вахтовий офіцер на торпедному катері «Грайф». В березні-липні 1941 року пройшов курс підводника. З липня 1941 року — вахтовий офіцер в 7-й флотилії. З листопада 1941 по січень 1942 року пройшов курс командира човна. З 5 березня по 6 серпня 1942 року — командир підводного човна U-612, з 24 жовтня 1942 по 11 серпня 1944 року — U-230, на якому здійснив 7 походів (разом 253 дні в морі), з 8 вересня 1944 по 5 травня 1945 року — U-2507.
Всього за час бойових дій потопив 4 кораблі загальною водотоннажністю 6453 тонни.
| Дата           | Назва корабля | Тип                      | Тоннаж | Вантаж | Екіпаж | Загинули | Країна             | Конвой  |
| -------------- | ------------- | ------------------------ | ------ | --- | ------ | -------- | ------------------ | ------- |
| 7 березня 1943 | Egyptian      | Торговий пароплав        | 2,868  | 6689 тонн західноафриканської продукції, включаючи насіння олійних культур, пальмову олію та олов’яну руду | 49     | 46       | Британська імперія | SC-121  |
| 16 лютого 1944 | HMS LST-418   | Десантний корабель (LST) | 1,625  | | ?      | 21       | Британська імперія | Shingle |
| 20 лютого 1944 | HMS LST-305   | Десантний корабель (LST) | 1,625  | | ?      | ?        | Британська імперія | Shingle |
| 9 травня 1944  | USS PC-558    | Патрульний катер         | 335    | | 64     | 29       | США                |         |

## Звання
- Кандидат в офіцери (5 квітня 1935)
- Морський кадет (25 вересня 1935)
- Фенріх-цур-зее (1 липня 1936)
- Оберфенріх-цур-зее (1 січня 1938)
- Лейтенант-цур-зее (1 січня 1939)
- Оберлейтенант-цур-зее (1 жовтня 1939)
- Капітан-лейтенант (1 серпня 1942)

## Нагороди
- Медаль «За вислугу років у Вермахті» 4-го класу (4 роки)
- Залізний хрест 2-го і 1-го класу
- Нагрудний знак підводника
- Німецький хрест в золоті (4 жовтня 1944)